# Comuna de Wydminy
Wydminy (polaco: Gmina Wydminy) é uma gminy (comuna) na Polónia, na voivodia de Vármia-Masúria e no condado de Giżycki. A sede do condado é a cidade de Wydminy.
De acordo com os censos de 2004, a comuna tem 6681 habitantes, com uma densidade 28,6 hab/km².

## Área
Estende-se por uma área de 233,46 km², incluindo:
- área agrícola: 61%
- área florestal: 20%

## Demografia
Dados de 30 de Junho 2004:
|                      | Total   | Total | Mulheres | Mulheres | Homens  | Homens |
| -------------------- | ------- | ----- | -------- | -------- | ------- | ------ |
|                      | pessoas | %     | pessoas  | %        | pessoas | %      |
| População            | 6681    | 100   | 3332     | 49,9     | 3349    | 50,1   |
| Densidade (pop./km²) | 28,6    | 100   | 14,3     | 14,3     | 14,3    | 14,3   |

De acordo com dados de 2002, o rendimento médio per capita ascendia a 1522,41 zł.

## Subdivisões
- Berkowo, Biała Giżycka, Cybulki, Czarnówka, Gajrowskie, Gawliki Małe, Gawliki Wielkie, Grądzkie, Hejbuty, Malinka, Mazuchówka, Okrągłe, Orłowo, Pamry, Pańska Wola, Pietrasze, Radzie, Ranty, Siedliska, Siemionki, Sucholaski, Szczepanki, Szczybały Orłowskie, Talki, Wężówka, Wydminy, Zelki.

## Comunas vizinhas
- Giżycko, Kruklanki, Miłki, Orzysz, Stare Juchy, Świętajno